# Бухс
Бухс (фр. Buchs, итал. Buchs) је град у североисточној Швајцарској. Бухс се налази у оквиру кантона Сент Гален, где је седиште округа Верденберг.

## Природне одлике
Бухс се налази у североисточном делу Швајцарске, на државној граници са Лихтенштајном. Од најближег већег града, Цириха град је удаљен 110 км источно.
Рељеф: Бухс се налази у долини реке Рајне. Град се налази на приближно 450 метара надморске висине. Западно од града стрмо се издижу Апенцелски Алпи.
Клима: Клима у Бухсу је умерено континентална.
Воде: Град Бухс лежи левој обали реке Рајне, веома важне за источну Швајцарску. Река је истовремено и граница са суседним Лихтенштајном.

## Историја
Насеље под данашњим именом први пут се јавља 1213. године (мада је дато подручје било насељено још у време праисторије).

## Становништво
2010. године Бухс је имао око 11.000 становника. Од тог броја страни држављани чине 30,4%.
Језик: Швајцарски Немци чине традиционално становништво Бухса и немачки језик је званични у граду и кантону. Међутим, градско становништво је током протеклих неколико деценија постало веома шаролико, па се на улицама Бухса чују бројни други језици. Тако данас немачки говори 84,9% градског становништва, а прате га српски (3,8%) и албански језик (2,9%).
Вероисповест: Месни Немци су у 16. веку прихватили протестантизам. Међутим, последњих деценија у граду се знатно повећао удео других вера, посебно римокатолика. Тако су данас протестанти у већини (41,2%), затим следе римокатолици (33,9%), а потом муслимани (9,0%), атеисти (6,5%) и православци (2,6%).

## Галерија слика
- Долина Рајне код Бухса
- Технички универзитет у Бухсу
- Градска рротестантска црква
- Здање окружне управе